# 版納峰
79°55′S 155°3′E / 79.917°S 155.050°E
版納峰（英語：Banna Peak）是南極洲的山峰，位於奧次地，處於班納嶺南端，屬於不列顛嶺的一部分，海拔高度2,420米，該山峰現時由南極條約體系管理。